# Palacio de Meres

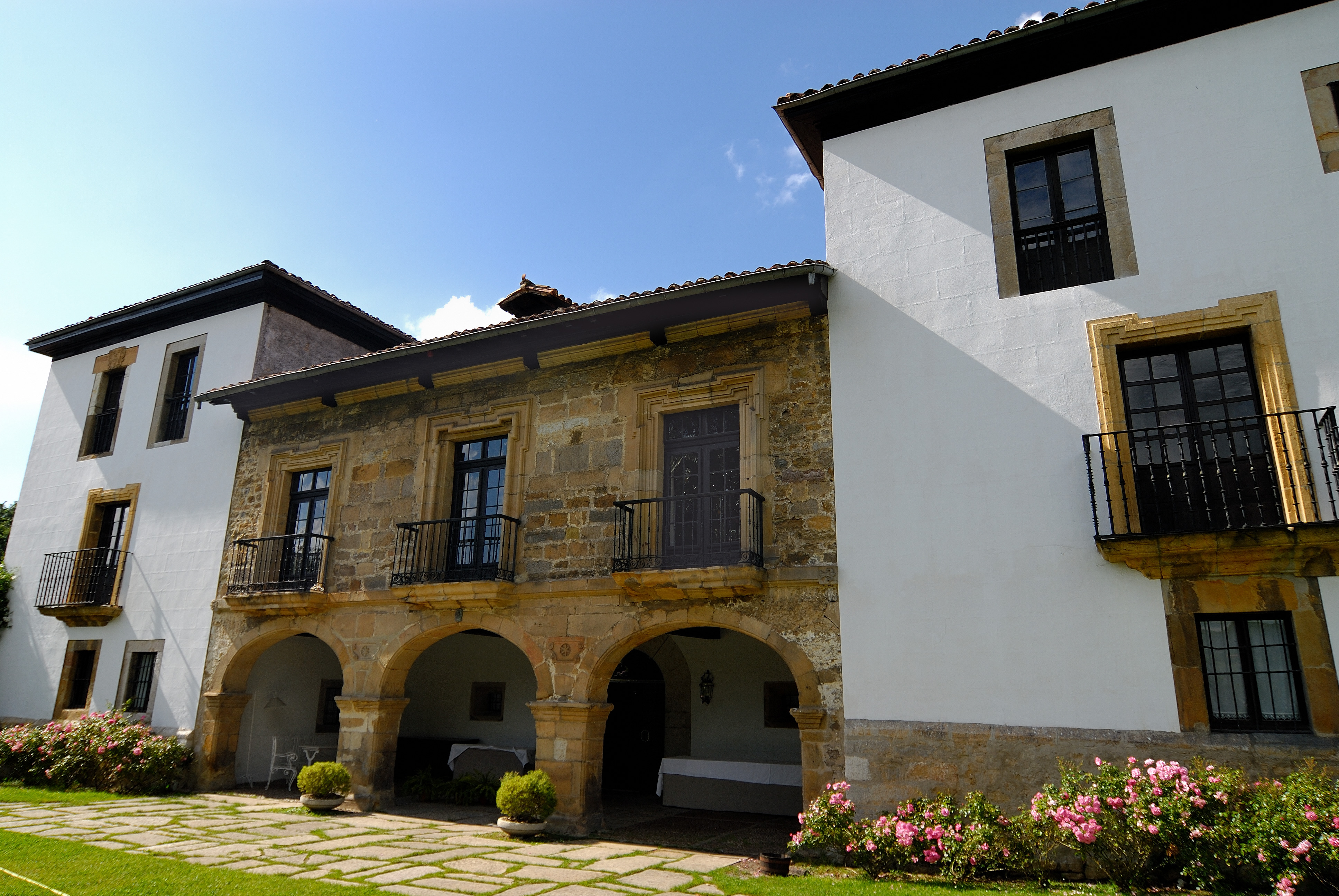
Palacio de Meres, fachada principal.

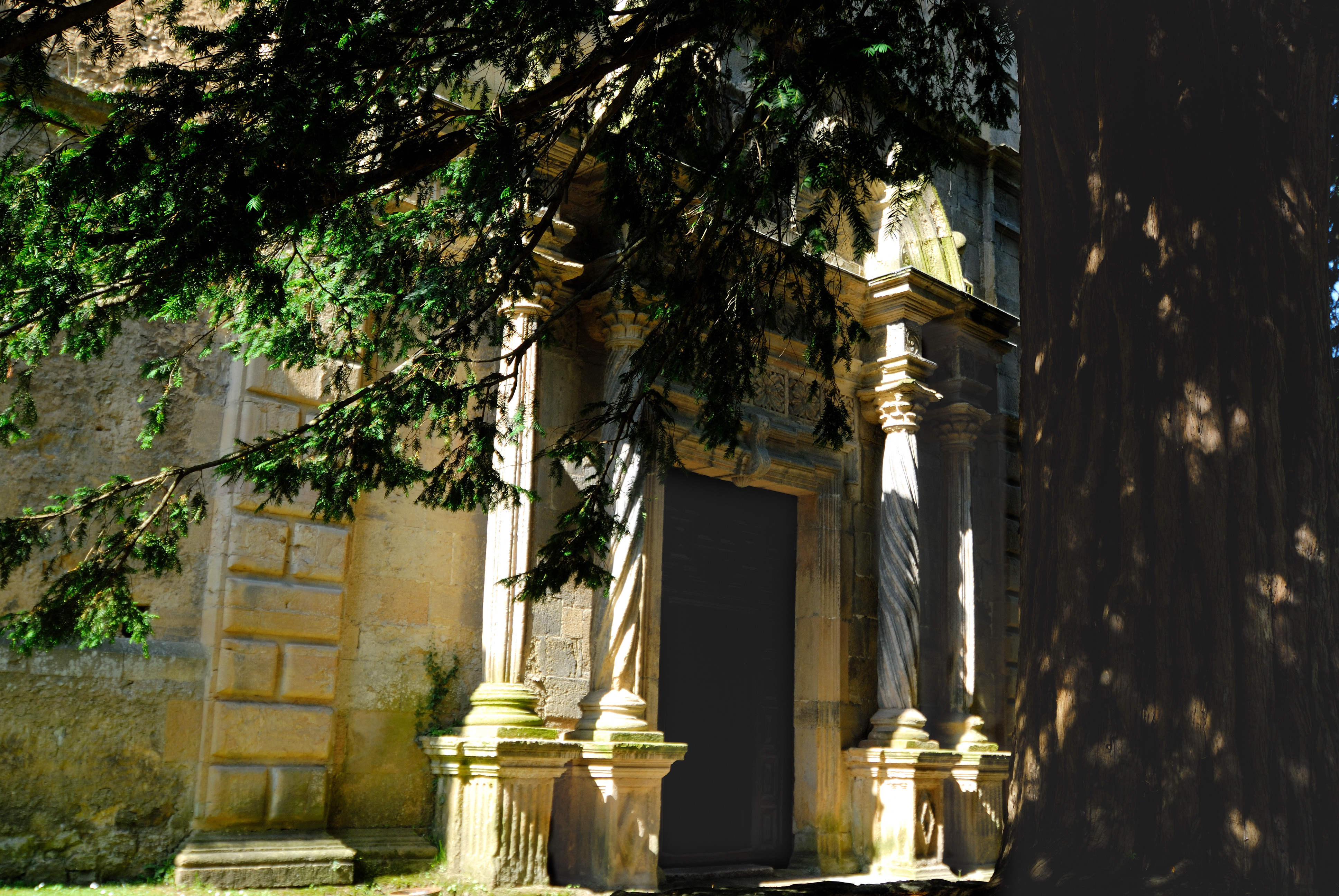
Puerta de entrada de la capilla de Santa Ana.

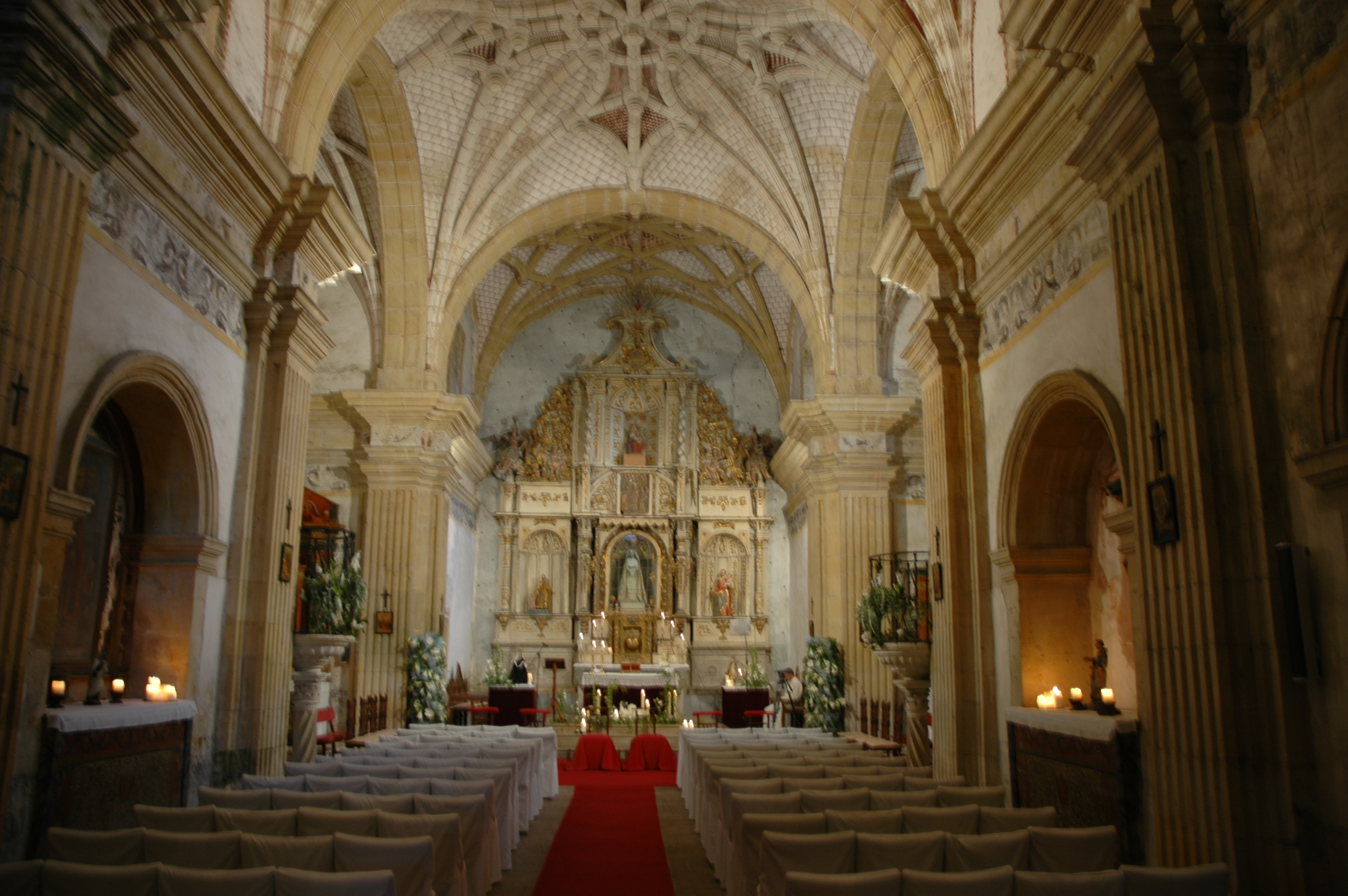
Capilla de Santa Ana en el complejo del Palacio de Meres.

El palacio de Meres es un palacio rural español que se encuentra situado en Meres, en el concejo asturiano de Siero). El conjunto está formado por el palacio y una capilla anexa denominada capilla de Santa Ana al que se llega tras pasar un pequeño bosque de robles.
El conjunto fue declarado Bien de Interés Cultural el 4 de mayo de 1990.
El exterior y algunas estancias del palacio y la capilla han sido escenario de rodajes cinematográficos, apareciendo en varias películas dirigidas por José Luis Garci (El abuelo, You're the One, Historia de un beso, etc.) o en La Regenta, de Fernando Méndez-Leite.  

## Palacio
El palacio se edificó a principios del siglo XV para el noble Gonzalo Rodríguez de Argüelles, contador mayor de Juan II de Castilla. De la época inicial se conservan pocos elementos arquitectónicos. Así cabe destacar de los inicios el edificio de dos plantas de forma rectangular que sirve de nexo de unión del palacio más moderno y la capilla lateral anexa.
A finales del siglo XVII el palacio sufre una remodelación importante siendo reedificado, ampliándose su superficie. Esta obra fue promovida por Antonio Argüelles Posada y Valdés, marqués de la Paranza propietario del palacio en esa época.
El palacio respeta los cánones de construcción de los palacios rurales asturianos. Así se presenta un edificio rectangular en cuyo interior existe un patio central cuadrado con corredor en madera en el segundo piso y patio con arcos de piedra en el primer piso.
En la parte externa del palacio destacan dos torres en la parte principal, una a cada lado, conteniendo seis escudos nobiliarios de las familias relacionadas con el palacio como pueden ser el de la familia Argüelles, Argüelles de Meres o el de la familia Hevia.
La división de las habitaciones que conforman cada piso eran las propias de la época dedicándose el primer piso o planta baja a las habitaciones de servicio y la planta superior a las habitaciones nobles, despacho y biblioteca.
De los muebles, pinturas y demás enseres originales hoy en día se conservan muy pocos en el palacio.

## Capilla
La capilla del palacio de Meres se inició como ermita en honor a Santa Ana y más tarde pasó a ser iglesia dependiente de la iglesia parroquial de Tiñana.
La iglesia está formada por una nave central con dos pequeñas naves laterales en la cabecera en la que se encuentran los sepulcros de diferentes miembros de la familia Argüelles.